# 肃南皇城城址
肃南皇城城址，位于中国甘肃省肃南裕固族自治县，为一个省级文物保护单位，类型为古遗址。
肃南皇城城址的历史年代为元代。